# Hans Nieland
Hans Nieland (Hagen, 3 ottobre 1900 – Reinbek, 29 agosto 1976) è stato un funzionario tedesco, membro del Partito nazista (NSDAP), del Reichstag, responsabile del Auslandsabteilung (sezione esteri) di Amburgo negli anni trenta e  sindaco di Dresda dal 1940 al 1945. Dal 2 giugno 1945 fino al 21 febbraio 1948, Nieland fu detenuto in diversi centri (a Neumünster-Gadeland e nel campo di internamento civile n° 5 Staumühle, (vicino a Paderborn). Nell'agosto del 1948 gli fu inflitta un'ammenda nel corso di una Spruchkammerverfahren (processo presso i tribunali di denazificazione) a Bielefeld, che fu considerata compensata dalla pena detentiva. Nel 1949 fu classificato come Minderbelastet (marginalmente coinvolto) e nel 1950 come Mitläufer (seguace o membro nominale).

## Letteratura
- Christel Hermann: Oberbürgermeister der Stadt Dresden Hans Nieland und Stellvertreter Rudolf Kluge (in: Dresdner Geschichtsbuch. - Vol. No. 7. - Altenburg : DZA Publishing House, 2001. - ISBN 3-9806602-5-7. - pp. 181-200), pubblicazione dello Stadtgeschichtliche Museen di Dresda (sito del museo).